# 伊恩·哈特
伊恩·哈特（英語：Ian Hart，1964年10月8日—），英國演員。作為舞台劇、電視劇和電影演員的他，他最著名的作品包括1983年的《一個夏天》、1994年的《後拍》、1995年的《以祖國之名》及《沒什麼私人的》、1996年的《傲氣蓋天》、2000年的《利亞姆》，以及2001年的奇幻電影《哈利波特：神秘的魔法石》中飾演奎若教授、2003年電影《英雄》裡飾演貝多芬；劇集方面，他於2013–2015年在《肥瑞的瘋狂日記》及2015–2020年在《最後的王國》中飾演貝奧卡神父，和2022年在《應答者》裡演出。

## 早年生活
伊恩·哈特的原名為伊恩·戴維斯（Ian Davies），他在1964年10月8日出生於默西賽德郡利物浦的諾蒂阿什，他有兩個兄弟姐妹，在一個愛爾蘭天主教家庭長大。他就讀於利物浦西德比郊區的卡迪納爾希南天主教高中，他早年是利物浦人人青年劇院的成員。他在利物浦的韋弗特里區現已解散的梅布爾·弗萊徹音樂與戲劇學院（Mabel Fletcher College of Music and Drama）學習戲劇。

## 演藝生涯
1991年，哈特在低成本獨立電影《時時刻刻》中飾演約翰·連儂，後來他於1994年的《披頭歲月》中再次扮演連儂：那是披頭四樂隊於1960-62年漢堡時期中稍微年輕的連儂。1995年，哈特於堅·盧治的執導的西班牙內戰電影《以祖國之名》中扮演了一名馬克思主義統一工人黨民兵志願者。同年，他於撒迪厄斯·奧沙利文執導的1995年愛爾蘭與英國合拍劇情電影《沒什麼私人的》裡飾演北愛爾蘭新教黑幫的精神病患者「薑（Ginger）」，跟約翰·林奇、詹姆士·弗萊恩及米高·甘邦合演，哈特憑此角色於第52屆威尼斯影展上榮獲沃爾庇盃之稱的最佳男配角獎。
哈特在2000年於《利亞姆》中回到利物浦，成為了一名失業的造船廠工人，也是三個孩子的父親，當中包括了主角利亞姆。然而，他最著名的角色也許是2001年電影《哈利波特：神秘的魔法石》中的奎若教授，他還提供了由電腦合成的佛地魔臉孔的聲音。2003年，哈特跟他的演員搭檔萊納斯·瑞切在拍攝《盲目飛行》期間斷食三個月，每人減掉了兩石（28磅），以便在電影中飾演中東人質布萊恩·基南時呈現出營養不良的樣子。2004年，哈特於《小飛俠前傳之魔幻童心》中飾演阿瑟·柯南·道爾爵士，此前他已於2002年在英國廣播公司第一台的電視電影《巴斯克維爾獵犬》中扮演過道爾創作的華生醫生，並於2004年在《福爾摩斯與絲襪案》中再次飾演該角色，由另一位演員扮演夏洛克·福爾摩斯。他還分別於2007年和2008年在FX的連續劇《污垢》中扮演了患精神分裂症的狗仔隊成員唐·康基（Don Konkey）。2009年，他在BBC廣播四台改編自派翠西亞·海史密斯的《瑞普利亞德（Ripliad）》系列的全部五部作品中扮演湯姆·雷普利。同年，哈特與約翰·森一起在約克公爵劇院製作安德魯·博維爾的戲劇《說方言（Speaking in Tongues）》演出。
哈特於2011年在英國廣播公司的電視劇《跨越希特勒的人（The Man Who Crossed Hitler）》裡飾演阿道夫·希特拉。2015年，他在《最後的王國》中飾演貝奧卡神父一角，並一直擔任主角直至2020年該劇的第4季結束。哈特於AMC在2018年製作的劇集《極地惡靈》中飾演帆船大師湯馬士·布蘭基（Thomas Blanky）。
2022年，哈特回到利物浦並跟馬田·費曼合作，在英國廣播公司第一台的英國警匪劇《應答者》中飾演毒販卡爾·斯威尼（Carl Sweeney）。

## 個人生活
哈特為了放鬆並控制其抽搐和多動症，他參加了瑜伽和中國武術活動。
哈特的妻子名為琳恩（Lynne），二人育有兩女，現居住北倫敦克朗奇區。

## 作品

### 電視
| 年份      | 劇集                                      | 角色                                                                    | 備註                                             |
| --------- | ----------------------------------------- | ----------------------------------------------------------------------- | ------------------------------------------------ |
| 1983      | 一個夏天                                  | 兔子（Rabbit）                                                          | 迷你劇；掛名為伊恩·戴維斯（Ian Davies）          |
| 1984      | 旅行者                                    | 凱芬·里斯（Kyffin Rees）                                                | 集數：看守者（The Watcher）                      |
| 1985      | 練習（The Exercise）                      | 學員普里查德（Cadet Pritchard）                                         | 電視試播集                                       |
| 1985      | 麥格雷戈兄弟                              | 青年（Youth）                                                           | 集數：受污染的錢（Pilot）                        |
| 1986      | 慣例                                      | 威廉·格里芬（William Griffin）                                          | 3集                                              |
| 1986      | 戴單眼鏡的反叛者                          | 不詳                                                                    | 集數：混亂之前（Before the Shambles）            |
| 1987      | 神射手（The Marksman）                    | 漫畫（Comic）                                                           | 1集                                              |
| 1989      | 第一台戲劇（The Play on One）             | 姬絲蒂（Christie）                                                      | 集數：哈利·克拉克的觀點（A View of Harry Clark） |
| 1990      | 連鎖（Chain）                             | 賀健士（Hawkins）                                                       | 迷你劇                                           |
| 1992      | 醫務人員                                  | 約翰（John）                                                            | 1集                                              |
| 1992      | 東區人                                    | 米克（Mick）                                                            | 4集                                              |
| 1995      | 恩恩愛愛                                  | 湯（Tom）                                                               | 電視電影                                         |
| 2000      | 經度                                      | 威廉·哈里遜（William Harrison）                                         | 電視電影                                         |
| 2002      | 巴斯克維爾的獵犬                          | 約翰·華生                                                               | 電視電影                                         |
| 2002      | 爸爸已死                                  | 旁白（Narrator）                                                        | 電視短片                                         |
| 2003      | 英雄交響曲                                | 貝多芬                                                                  | 電視電影                                         |
| 2004      | 福爾摩斯與絲襪案                          | 約翰·華生（John Watson）                                                | 電視電影                                         |
| 2005      | 童貞女王                                  | 第一代伯利男爵威廉·薛韶                                                 | 迷你劇                                           |
| 2007-08   | 污垢                                      | 唐·康基（Don Konkey）                                                   | 主要演員                                         |
| 2009      | 胡博士（Dr Hoo）                          | 胡博士（Dr Hoo）                                                        | 電視試播集                                       |
| 2009      | 繼續前行                                  | 傑克（Jake）                                                            | 集數：著裝得體（Dress to Impress）               |
| 2009      | 父與子                                    | 東尼·康羅伊（Tony Conroy）                                              | 迷你劇                                           |
| 2010      | 五千金                                    | 偵探總警司斯圖爾特·古爾 （Detective Chief Superintendent Stewart Gull） | 迷你劇                                           |
| 2010      | 街角遇見貓                                | 哈維·金史密夫                                                           | 電視電影                                         |
| 2011      | 跨越希特拉的人                            | 阿道夫·希特拉                                                           | 電視電影                                         |
| 2011-12   | 幸運                                      | 朗尼（Lonnie）                                                          | 主要演員                                         |
| 2013      | 劇場呈獻                                  | 約翰·連儂                                                               | 集數：斯諾德格拉斯                               |
| 2013      | 貝茲旅館                                  | 韋·迪科迪（Will Decody）                                                | 兩集                                             |
| 2013      | 無賴                                      | 巴迪·威爾遜（Buddy Wilson）                                             |                                                  |
| 2013      | 神盾局特工                                | 富蘭克林·霍爾·威爾遜                                                    | 集數：資產                                       |
| 2013      | 無賴檔案：賠償（Rogue Files: Reparation） | 威爾遜（Wilson）                                                        | 迷你劇                                           |
| 2013-15   | 肥瑞的瘋狂日記                            | 凱斯特·吉爾（Kester Gill）                                              | 聲演；3集                                        |
| 2014      | 克朗代克                                  | 卡農·漢弗萊·阿普爾頓（Canon Humphrey Appleton）                         | 迷你劇                                           |
| 2014      | 雙城追兇                                  | CIA探員巴克利（CIA Agent Buckley） 大衛·泰特（David Tate）              |                                                  |
| 2014      | 司機                                      | 科林·瓦恩（Colin Vine） 克雷格·瓦恩（Craig Vine）                       | 迷你劇                                           |
| 2014      | 酒私風雲                                  | 伊森·湯普森（Ethan Thompson）                                           | 4集                                              |
| 2015-2020 | 最後的王國                                | 貝奧卡（Beocca）                                                        |                                                  |
| 2016      | 黑膠時代                                  | 彼得·格蘭特                                                             | 集數：試行（Pilot）                              |
| 2016      | 秘密特工                                  | 教授（The Professor）                                                   | 迷你劇                                           |
| 2018      | 極地惡靈                                  | 湯馬士·布蘭基（Thomas Blanky）                                          |                                                  |
| 2018      | 福爾摩斯新傳                              | 貝恩斯教授（Professor Baynes）                                          | 集數：恐怖娃娃谷（Uncanny Valley of the Dolls）  |
| 2018      | 掛斷                                      | 森·特拉弗斯（Sam Travers）                                              | 1集                                              |
| 2019      | 都市傳說                                  | 漢斯·安徒生                                                             | 集數：荒涼山莊賓客（Bleak House Guest）          |
| 2000      | 過三關                                    | 懷恩·麥格雷（Ryan McGregor）                                            | 5集                                              |
| 2000      | 雙面警長                                  | 米高·懷恩（Michael Ryan）                                               | 電視迷你劇；兩集                                 |
| 2021      | 救命                                      | 史提夫（Steve）                                                         | 電視電影                                         |
| 2022      | 哈利·波特20週年：重返霍格華茲             | 他本人                                                                  | HBO Max特備節目                                  |
| 2022      | 應答者                                    | 卡爾·斯威尼（Carl Sweeney）                                             | 3集                                              |

### 電影
| 年份 | 劇集                                                   | 角色                                                     | 備註                            |  |
| ---- | ------------------------------------------------------ | -------------------------------------------------------- | ------------------------------- |  |
| 1983 | 決不投降                                               | 不確定的威脅（Uncertain Menace）                         |                                 |  |
| 1988 | 壓縮（The Zip）                                        | 兒子（Son）                                              | 短片                            |  |
| 1991 | 時時刻刻                                               | 約翰·連儂                                                |                                 |  |
| 1994 | 後拍                                                   | 約翰·連儂                                                |                                 |  |
| 1994 | 後拍樂隊：金錢第2版（Backbeat Band: Money, Version 2） | 約翰·連儂                                                | 短片                            |  |
| 1995 | 以祖國之名                                             | 大衛·卡爾（David Carr）                                  |                                 |  |
| 1995 | 山丘上的情人                                           | 患炮彈休克的約翰尼 （Johnny 'Shellshocked'）             |                                 |  |
| 1995 | 孩子跑起來                                             | 史提夫（Steve）                                          |                                 |  |
| 1995 | 沒什麼私人的                                           | 薑（Ginger）                                             |                                 |  |
| 1996 | 非人家事                                               | 湯姆·迪克遜（Tom Dixon）                                 |                                 |  |
| 1996 | 傲氣蓋天                                               | 祖·奧萊利（Joe O'Reilly）                                |                                 |  |
| 1997 | 街頭黃金（Gold in the Streets）                        | 德斯（Des）                                              |                                 |  |
| 1997 | 魯賓遜漂流記                                           | 丹尼爾·笛福（Daniel DeFoe）                              |                                 |  |
| 1997 | 屠夫男孩                                               | 賀健士（Hawkins）                                        | 迷你劇                          |  |
| 1997 | 護身符                                                 | 米奇（Mickey）                                           |                                 |  |
| 1998 | 紀念碑大街                                             | 老鼠（Mouse）                                            |                                 |  |
| 1998 | 蛇之霧                                                 | 昆特（Quint）                                            |                                 |  |
| 1998 | 心太狂                                                 | 史提夫·戴維斯（Steve Davis）                             |                                 |  |
| 1998 | 高度反擊                                               | 美國國家安全局特工約翰·賓厄姆 （NSA Agent John Bingham） |                                 |  |
| 1999 | 新郎抱錯人                                             | 利亞姆（Liam）                                           |                                 |  |
| 1999 | 三人有三個夢想                                         | 丹（Dan）                                                |                                 |  |
| 1999 | 入夏時制                                               | 法蘭（Fran）                                             |                                 |  |
| 1999 | 愛情的盡頭                                             | 帕基斯先生（Mr. Parkis）                                 |                                 |  |
| 1999 | 誘餌（Bait）                                           | 爸爸（Dad）                                              | 短片                            |  |
| 2000 | 你越接近（The Closer You Get）                         | 基蘭（Kieran）                                           |                                 |  |
| 2000 | 最好                                                   | 諾比·史梯爾                                              |                                 |  |
| 2000 | 跟憂傷跳舞                                             | 克萊夫（Clive）                                          |                                 |  |
| 2000 | 利亞姆                                                 | 爸爸（Dad）                                              |                                 |  |
| 2000 | 天生浪漫                                               | 第二出租車司機（Second Cab Driver）                      |                                 |  |
| 2000 | 把你的愛帶給我（Bring Me Your Love）                   | 哈利·韋弗（Harry Weaver）                                |                                 |  |
| 2001 | 紐約成名                                               | 東尼·科科扎（Tony Cocozza）                              |                                 |  |
| 2001 | 哈利波特：神秘的魔法石                                 | 奎里納斯·奎若 佛地魔                                     | 佛地魔的聲音和動作捕捉          |  |
| 2002 | 殺死我的溫柔                                           | 高級警官（Senior Police Officer）                        |                                 |  |
| 2002 | 精神錯亂（Unhinged）                                   | 艾力克（Eric）                                           | 短片                            |  |
| 2003 | 虎穴                                                   | 聯邦調查局特工羅布·薛帕德（FBI Agent Rob Shepard）       |                                 |  |
| 2003 | 厚臉皮（Cheeky）                                       | 阿倫（Alan）                                             |                                 |  |
| 2003 | 盲目飛行                                               | 布萊恩·基南（Brian Keenan）                              |                                 |  |
| 2004 | 每隔七年（Every Seven Years）                          | 利亞姆（Liam）                                           | 短片                            |  |
| 2004 | 小飛俠前傳之魔幻童心                                   | 阿瑟·柯南·道爾                                           |                                 |  |
| 2004 | 弦樂                                                   | 格拉克（Ghrak）                                          | 英語配音                        |  |
| 2005 | 一個荒誕的故事                                         | 祖（Joe）                                                |                                 |  |
| 2005 | 破爛故事                                               | 變形的攝影師（Morph, Photographer）                      |                                 |  |
| 2005 | 冥王星上的早餐                                         | P·C·華利斯（P.C. Wallis）                                |                                 |  |
| 2005 | 地下雷普利                                             | 伯納德·塞爾斯（Bernard Sayles）                          |                                 |  |
| 2006 | 觸發快樂（Trigger Happy）                              | 那個男人（The Man）                                      | 短片                            |  |
| 2007 | 兩者（Both）                                           | 穆薩（Moussa）                                           | 短片                            |  |
| 2007 | 女孩與手槍（A Girl and a Gun）                         | 莊尼（Johnny）                                           | 短片                            |  |
| 2007 | （Int. Bedsit - Day）                                  | 彼特（Pete）                                             | 短片                            |  |
| 2007 | 干預                                                   | 小哈利三世（Harry III Jr.）                              |                                 |  |
| 2008 | 靜水燃燒（Still Waters Burn）                          | 積克·普萊斯（Jack Price）                                |                                 |  |
| 2009 | 莫里斯：生生不息                                       | 努力（Endeavour）                                        |                                 |  |
| 2009 | 一個叫爸爸的男孩                                       | 祖（Joe）                                                |                                 |  |
| 2009 | 旋風之中                                               | 貝林（Beylin）                                           |                                 |  |
| 2010 | 觀看中（Watching）                                     | 卡里克（Carrik）                                         | 短片                            |  |
| 2011 | 哈利波特：死神的聖物2                                  | 奎里納斯·奎若                                            | 出現於回顧中； 存檔錄像；不記名 |  |
| 2012 | 硬糖                                                   | 祖絲（Joyce）                                            |                                 |  |
| 2014 | 小廢墟：馬車（Tiny Ruins: Carriages）                  | 煽動者（Instigator）                                     | 短片                            |  |
| 2014 | 與香煙對話（Conversation with a Cigarette）            | 不詳                                                     | 短片                            |  |
| 2015 | 麵團                                                   | 維克多·傑拉德（Victor Gerrard）                          |                                 |  |
| 2015 | 都市讚歌                                               | 伊恩·威爾遜（Ian Wilson）                                |                                 |  |
| 2016 | 天真                                                   | 心靈感應的聲音（Telepathic voice）                       |                                 |  |
| 2016 | 約翰諾已死                                             | 旁白（Narrator）                                         | 短片                            |  |
| 2016 | 達斯蒂與我（Dusty and Me）                             | 埃迪（Eddie）                                            |                                 |  |
| 2017 | 神的孩子在戀愛                                         | 馬丁·薩克斯比（Martin Saxby）                            |                                 |  |
| 2017 | uk18                                                   | 達倫（Darren）                                           |                                 |  |
| 2017 | 現代生活是垃圾                                         | 不詳                                                     |                                 |  |
| 2018 | 蘇格蘭女王：爭名奪后                                   | 梅特蘭勳爵（Lord Maitland）                              |                                 |  |
| 2020 | 第11號綠地                                             | 詹姆斯·福萊斯特（James Forrestal）                       | 5集                             |  |
| 2020 | 鑰命監獄                                               | 丹尼斯·高德堡                                            |                                 |  |
| 2022 | 馬羅                                                   | 祖·格林（Joe Green）                                     | 後期製作中                      |  |

## 外部連結
- Ian Hart在互联网电影资料库（IMDb）上的資料（英文）